# Jazīreh-ye Hendūrābī
Jazīreh-ye Hendūrābī (persiska: جزيره هندرابی, جزیره هندورابی, Jazīreh-ye Hendorābī) är en ö i Iran.   Den ligger i provinsen Hormozgan, i den södra delen av landet, 1 000 km söder om huvudstaden Teheran. Arean är 22,5 kvadratkilometer.
Terrängen på Jazīreh-ye Hendūrābī är mycket platt. Öns högsta punkt är 35 meter över havet. Den sträcker sig 4,5 kilometer i nord-sydlig riktning, och 7,7 kilometer i öst-västlig riktning.  Trakten runt Jazīreh-ye Hendūrābī är ofruktbar med lite eller ingen växtlighet.